# Hunnasjö
Hunnasjö är en sjö i Svenljunga kommun i Västergötland och ingår i Viskans huvudavrinningsområde.